# Studio Fikus

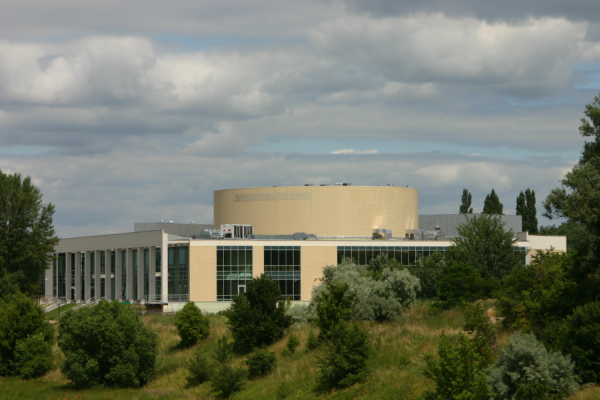
Centrum Wykładowe PP

Studio Fikus – polska firma architektoniczna w Poznaniu. Praktyka architektoniczna jest ściśle powiązana z założycielem Marianem Fikusem. W biurze tym powstało wiele znanych projektów architektonicznych, m.in. Kampus 600-lecia Odnowienia Uniwersytetu Jagiellońskiego (I nagroda w konkursie międzynarodowym – 1998) czy Centrum Wykładowe Politechniki Poznańskiej.
Biuro założył w 1988 roku Marian Fikus wraz z żoną Elżbietą Kosińską-Fikus. Pierwotnie nosiło nazwę eMeF.

## Najważniejsze projekty
- Osiedle Różany Potok na poznańskim Morasku (1988-02)
- Kampus 600-lecia Odnowienia Uniwersytetu Jagiellońskiego – I etap (1998-02)
- Centrum Wykładowe Politechniki Poznańskiej (2005)
- Muzeum Archidiecezjalne na Ostrowie Tumskim w Poznaniu (2013-15)